# Aoel

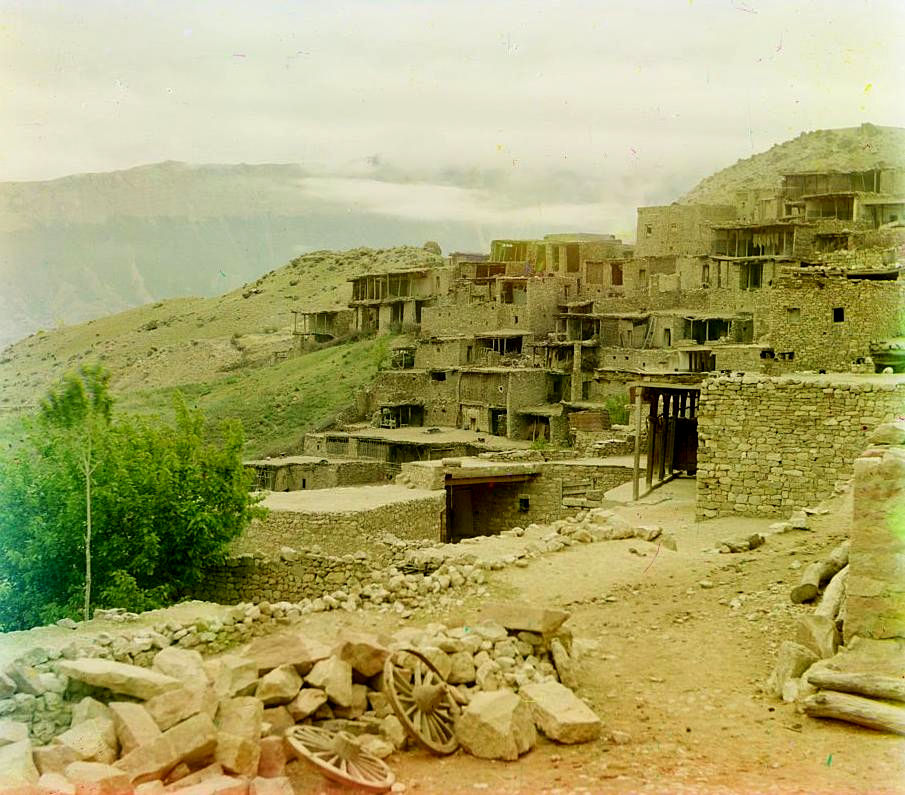
Goenib, de aoel van Imam Sjamil in Dagestan, gefotografeerd door Sergej Prokoedin-Gorski tussen 1905 en 1915

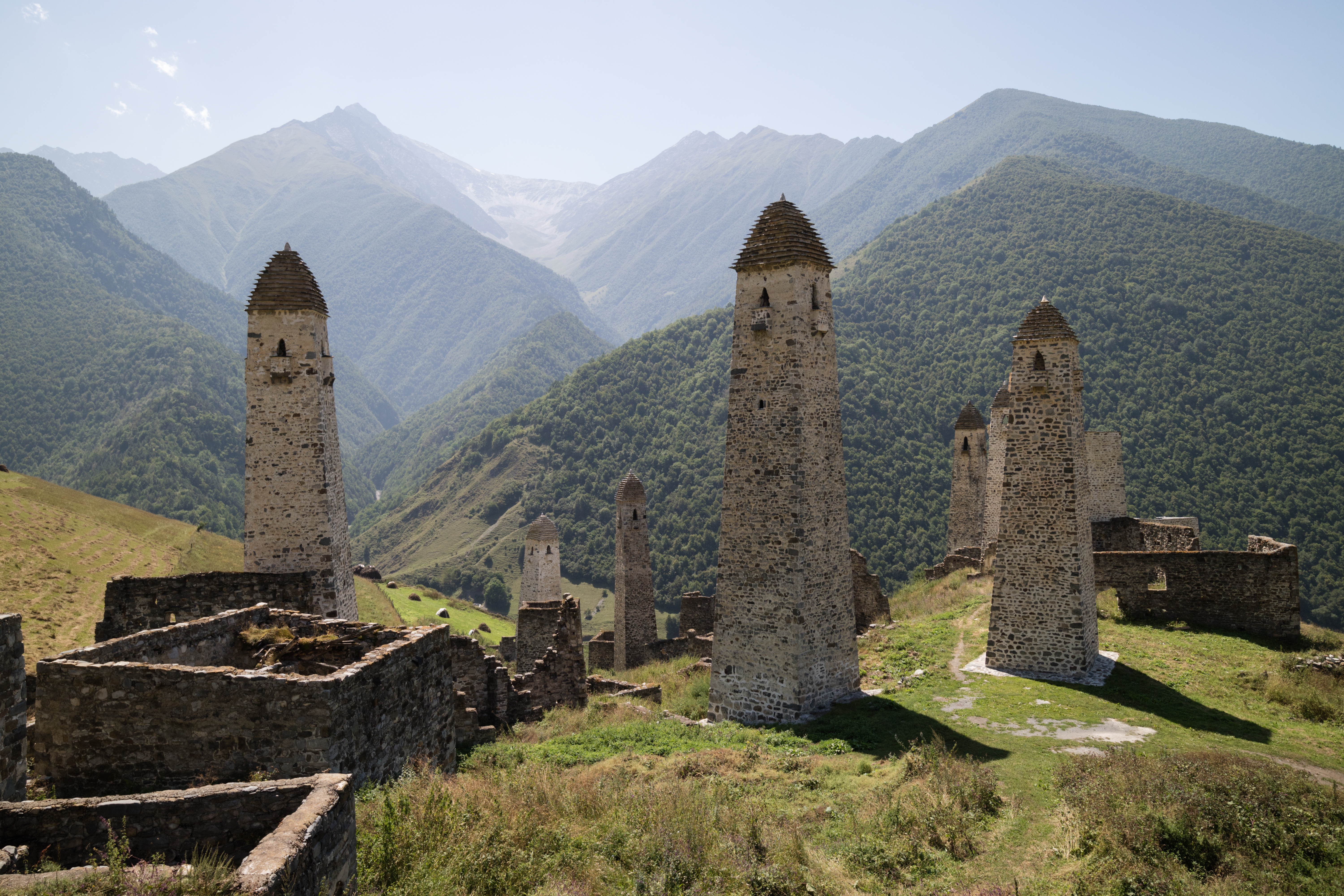
Middeleeuwse aoel Erzi in Ingoesjetië.

Een aoel (Russisch: аул van het Tataarse: ауыл; awıl of aoeyl) is de algemene naam voor een versterkt dorp in de Kaukasus, met name in Ingoesjetië, Tsjetsjenië en Dagestan. De aoel in zijn bredere betekenis van rurale nederzetting heeft betrekking op een aantal vormen van dorpen en kampen die voorkomen onder een groot aantal Noordelijke Kaukasische volkeren en onder andere bij de Tataren, Basjkieren, Kalmukken, Kazachen, Karakalpakken en Turkmenen. Bij de Tuvienen en Chakassen wordt het woord aal (аал) gebruikt.
De versterkte dorpen worden vaak gebouwd van steen op rotsranden of tegen kliffen aan om verrassingsaanvallen te voorkomen. De huizen binnen deze plaatsen zijn meestal twee verdiepingen hoog en zigzaggewijs geplaatst om het vijanden zo moeilijk mogelijk te maken zich te verplaatsen. De huizen hebben over het algemeen een zijde die is gericht op het zuiden om in de winter profijt te hebben van de zon en om bescherming te bieden tegen de noordelijke winden. Vaak liggen ze niet in de buurt van landbouwgrond of waterbronnen, waardoor deze zaken van buitenaf moeten worden aangevoerd.
Toen het Russische Rijk in de 19e eeuw in de Kaukasusoorlog de Kaukasus wilde veroveren, bleken de aoels geduchte verdedigingswerken die vaak alleen konden worden genomen door ze te bestormen. Tegenwoordig vormen de aoelen binnen enkele autonome republieken van Rusland, zoals Basjkirostan een aparte nederzettingsvorm binnen de bestuurlijke indeling.